# Espérance (Frans-Guyana)
Espérance is een dorp in Frans-Guyana in de gemeente Saint-Laurent-du-Maroni. Het dorp wordt bewoond door inheemse Kari’na, en bevindt zich ongeveer 12 kilometer ten zuiden van de stad Saint-Laurent-du-Maroni.

## Geschiedenis
Ongeveer 200 Kari’na bevonden zich op het eiland Île Portal in de Marowijne rivier. In de jaren 1970 werd Île Portal verkocht aan SCI de Provence. De vorige eigenaren hadden de inheemsen altijd getolereerd op het eiland, maar SCI de Provence eiste verwijdering van de Kari’na. In 1981 werd Espérance gesticht als transmigratiedorp.
In 1983 weigerde de prefectuur van Frans-Guyana de resterende Kari’na met geweld te verwijderen. Vervolgens had SCI de Provence de staat aangeklaagd. In 2011 was het eiland nog bewoond door 124 inheemsen.
Espérance heeft een school. In 2020 werd Claire-Suzannne Poulin verkozen tot Yopoto (dorpshoofd). Poulin is van plan een erfgoedschool te openen waarin de taal en tradities van de Kari’na worden onderwezen.

## Transport
Espérance is te bereiken via de D11 die Saint-Laurent-du-Maroni verbindt met Saint-Jean-du-Maroni.